# Non c'è ritorno
Non c'è ritorno (His Own Appointed Day) è un romanzo giallo scritto da D.M. Devine nel 1965.

## Trama
Ian Pratt è un sedicenne come tanti nella piccola cittadina scozzese di Silbridge. È inoltre un animo creativo: legge molto, compone poesie, si diletta di quadri. Solo che nelle ultime settimane non è più lo stesso: si è fatto scontroso e scostante, risponde ai docenti, frequenta una gang di pessimi soggetti, tiene a distanza i genitori e la sorella Eileen.
Quando un giorno esce da scuola e anziché tornare a casa sparisce, si pensa inizialmente ad una fuga volontaria: il suo cambiamento di carattere era stato provocato dalla scoperta di essere stato adottato, e ora che ha ritrovato il padre naturale forse è voluto andarsene da lui. Solo che lì non è arrivato, e il suo ultimo avvistamento risale ad un pernottamento in un albergo di Glasgow.
Ci sono però due persone non convinte che sia tutto così facilmente spiegabile: la sorella Eileen, e l'ispettore Maurice Nicolson, di recente trasferito a Silbridge dopo uno scandalo. Presto si scopre che Ian nelle ultime settimane sembrava diaspore di una grossa quantità di denaro: da dove veniva? Era il frutto di un crimine? O forse di un ricatto? C'entra qualcosa l'investimento misterioso, avvenuto poche settimane prima, della giovane e disinibita Lucia Finghetti? 
È quello che dovranno scoprire Eileen e Nicolson. Solo che non immaginano in cosa si stiano andando a infilare: qualcosa di troppo imprevedibile in una sonnolenta cittadina come Silbridge.

## Personaggi
- Maurice Nicolson, ispettore di Polizia
- Ian Pratt, sedicenne problematico
- Eileen Pratt, sua sorella maggiore
- Angus Pratt, padre adottivo di Ian
- Margaret Pratt, madre adottiva di Ian
- Edward Coleman, padre naturale di Ian
- Tom "Lenny" Ferguson, compagno di classe e amico di Ian
- Nora Shipstone, compagna di classe di Ian
- Douglas Troup, docente di Ian e fidanzato di Eileen
- Bradley, Tom King, Huddleston, altri docenti e preside di Ian
- McKendrick, giardiniere della scuola di Ian
- Lucia Finghetti, disinibita ragazza italiana
- Allan Cameron, sergente di Polizia
- Ispettore capo Mearns

## Edizioni italiane
- Non c'è ritorno, traduzione di Mara Spagnuolo, collana Il Giallo Mondadori n. 929, Arnoldo Mondadori Editore, novembre 1966.
- Non c'è ritorno, traduzione di Mara Spagnuolo, in La morte fa l'appello, collana Gli speciali del Giallo Mondadori n. 106, Arnoldo Mondadori Editore, giugno 2023.